# 단양 온달동굴
온달동굴(溫達洞窟)은 대한민국 충청북도 단양군의 조선 누층군 고성 석회암층에 발달한 석회암 동굴이다. 1979년 6월 21일 대한민국의 천연기념물 제261호로 지정되었다.
온달동굴은 옛날 온달 장군이 성을 쌓았다는 온달산성의 밑에 있기 때문에 붙여진 이름으로 동굴의 총길이는 700m이며, 연한 회색의 석회암으로 이루어져 있다. 1966년 동굴을 발견하여 조사를 거쳐 1975년부터 개방하였다. 총연장은 800m가량 되며 입구에서부터 이어진 주굴(主窟)과 이곳에서 갈라진 5개의 지굴(支窟)로 구성되어 있다.
동굴의 입구가 남한강변에 있어, 강물 수위가 높아지면 동굴이 물에 잠겨 동굴에 사는 생물은 찾아볼 수 없다. 강물이 동굴 내부를 깎아내려 비교적 단조로운 형태이며 동굴 안에서 물이 계속 흘러나와 동굴의 물웅덩이에서 사는 생물의 다양한 생태는 볼 수 없다. 그러나 땅에서 돌출되어 올라온 석순이 여기저기에 많이 있다.
온달 동굴은 지형경관이 아름답고, 지질학적 연구자료로서의 가치가 크다. 고구려시대 테마파크인 온달관광지 내부에 있다.

## 명칭
조선시대에 출판된 신증동국여지승람에는 남굴(南窟)로 기록되어 있고, 성산굴(城山窟)로도 전해져 내려오고 있다. 지금의 명칭은 동굴 근처에 온달산성이 있어 이에 맞게 붙여진 이름이다.

## 지질
온달동굴이 존재하는 지층은 고생대 초기 캄브리아기-오르도비스기에 형성된 조선 누층군의 최상부 지층 고성층(Ogl) 중에 생긴 북서 30°방향의 절리를 따라 용식 작용이 이루어진 결과로 생성된 석회암 동굴이다. 흔히 '고성층'(경상남도의 경상 누층군 유천층군 고성층이 아님)이라 불리는 이 지층은 조선 누층군 태백층군의 직운산층과 두위봉층에 대비되는 지층이나 본 고성층 하부의 직운산 셰일에 대비되는 지층이 발달이 단속적(斷續的)이어서 1962년부터 직운산 셰일층을 합하여 고성층이라고 불러 왔다. 고성층 하부는 암회색 내지 녹회색의 미정질(微晶質) 석회암과 셰일의 호층으로 되어 있다. 고성층 상부는 암회색 석회암으로 구성되며 고성층 중부에는 얇은 셰일이 많이 협재되어 있다. 이 지층의 일반적인 주향은 북동 15°이고 경사는 서쪽으로 60°, 지층의 두께는 300 m 내외이다.
온달동굴의 석회암은 고성층 중부에 해당하며 이 부분의 석회암에는 셰일의 협재가 빈번하다. 온달동굴 안에서는 배사 3회 향사 3회의 습곡이 발견되었으며 이는 지층의 두께에 비해 지층의 폭이 넓음을 의미한다. 고성층의 두께가 300 m로 추정된 것은 이러한 습곡에 의한 겉보기 층의 두께를 감안한 것이다.

## 참고 자료
- 단양 온달동굴 - 국가유산청 국가유산포털